# Коање
Коање (фр. Coigneux) насеље је и општина у североисточној Француској у региону Пикардија, у департману Сома која припада префектури Амјен.
По подацима из 2011. године у општини је живело 49 становника, а густина насељености је износила 17,01 становника/km². Општина се простире на површини од 2,88 km². Налази се на средњој надморској висини од 107 метара (максималној 150 m, а минималној 100 m).

## Демографија
| 1962. | 1968. | 1975. | 1982. | 1990. | 1999. | 2011. |
| ----- | ----- | ----- | ----- | ----- | ----- | ----- |
| 81    | 86    | 71    | 64    | 56    | 50    | 49    |

График промене броја становника у току последњих година